# Александар Йованович
Александар Йованович (серб. Aleksandar Jovanović / Александар Јовановић, нар. 6 грудня 1992, Ниш) — сербський футболіст, воротар клубу «Уеска».

## Клубна кар'єра
Вихованець футбольного клубу «Рад». Для отримання ігрової практики здавався в оренду в нижчолігові клуби «Палілулац» та «Палич», після чого він повернувся в рідний клуб і дебютував у Суперлізі Сербії 3 березня 2013 року в матчі проти «Црвени Звезди», коли вийшов на поле після вилучення основного воротаря «Рада» Филипа Кляїча. Втім після відбуття дискваліфікації Кляїч повернув собі місце основного воротаря і лише сезон 2014/15 років Йоваович розпочав як «перший номер», але після не надто переконливої гри й кількох грубих помилок втратив місце основного воротаря і покинув клуб в зимове трансферне вікно, закінчуючи сезон в клубі «Доні Срем», де теж не був основним.
Влітку 2015 року Йованович підписав контракт терміном на два роки з «Радничками» (Ниш). Скориставшись уходом основного воротаря клубу Мілана Боряна Йованович відразу закріпився в основі. Після восьми пропущених голів в 18 матчах гравцем зацікавився белградський «Партизан», але трансфер не відбувся і Йованович допоміг «Радничкам» зайняти високе 5-те місце у чемпіонаті.
Натомість влітку 2016 року Йованович переїхав до Данії, де підписав контракт з місцевим «Орхусом». 17 червня 2016 року він дебютував за новий клуб у матчі проти «Сеннер'юска». Після ігрового зіткнення з одним з одноклубників під час гри з «Есб'єргом» Йованович отримав травму голови й був замінений У травні 2017 року Йованович встановив рекорд, провівши 423 хвилини в данській Суперлізі без пропущеного голу.
28 серпня 2018 року підписав трирічний контракт із новачком іспанської Ла-Ліги «Уескою», де спочатку став дублером Акселя Вернера, але вже у вересні зумів витіснити аргентинця з основи. Станом на 4 грудня 2018 року відіграв за клуб з Уески 8 матчів в національному чемпіонаті.

## Виступи за збірні
У 2011–2012 роках залучався до складу молодіжної збірної Сербії. На молодіжному рівні зіграв у 2 офіційних матчах.
Вперше був викликаний до складу національної збірної Сербії в травні 2016 року на гру проти збірної Росії. Перший же матч за національну команду Йованович провів 15 листопада того ж року в товариській грі проти збірної України (0:2), змінивши в перерві Предрага Райковича.
У травні 2018 року він був включений у попередній список гравців на чемпіонату світу 2018 року у Росії, але у фінальну заявку не потрапив.

## Титули і досягнення
- Чемпіон Кіпру (1):

«Аполлон»: 2021–22
- Володар Суперкубка Кіпру (1):

«Аполлон»: 2022